# Ammonius Saccas
Ammonius Saccas (3e eeuw n.Chr) was een Grieks filosoof uit Alexandrië. Hij wordt beschouwd als een van de grondleggers van het neoplatonisme. Hij is vooral bekend als de leraar van Plotinus, die hij gedurende elf jaar, van 232 tot 243 onderwees. Zonder twijfel was Ammonius de belangrijkste invloed op Plotinus in diens ontwikkeling van het neoplatonisme. Er is verder weinig bekend over zijn eigen opvattingen. Latere christelijke schrijvers stelden dat Ammonius een christen was, maar naar nu algemeen wordt aangenomen was er sprake van een verwisseling met een andere Ammonius van Alexandrië, die Bijbelse teksten schreef.

## Leven
Er is niet veel bekend over het leven van Ammonius Saccas. Hij was zeker niet afkomstig uit de aristocratie, aangezien hij in zijn jonge jaren als havenarbeider in de haven van Alexandrië heeft gewerkt, vandaar zijn bijnaam, "Zakkendrager" (Sakkas voor sakkophoros). Ammonius Saccas was een intellectuele buitenstaander in Alexandrië, hij was geen lid van het Museum en hij maakte geen deel uit van het Alexandrijnse establishment. De meeste details van zijn leven zijn afkomstig uit de geschriften van Porphyrius. De beroemdste leerling van Ammonius Saccas was Plotinus, die elf jaar bij hem studeerde. Volgens Porphyrius kwam Plotinus in 232, op de leeftijd van 27, naar Alexandrië om daar filosofie te studeren:
In zijn achtentwintigste jaar voelde hij [Plotinus] de impuls om filosofie te studeren en kwam hij met aanbevelingen voor de meest gereputeerde leraren naar Alexandrië, maar nadat hij hun colleges had aangehoord raakte hij zo depressief en verdrietig, dat een vriend van hem, die hij over zijn teleurstelling vertelde, hem adviseerde eens naar Ammonius te gaan luisteren. Hij ging en hoorde hem aan en zei daarna tegen zijn vriend: "Dit is de man die ik zocht." Vanaf dat moment bleef hij bij Ammonius en verwierf van hem volledige opleiding in de filosofie. Daarna raakte hij nieuwsgierig naar de Perzische en de Indiase filosofie.
Volgens Porphyrius waren de ouders van Ammonius Christenen, maar zou Ammonius, nadat hij had kennisgemaakt met de Griekse filosofie, het geloof van zijn ouders hebben verworpen en ingeruild voor het heidendom. Ook Edward J. Watts noemt Ammonius Saccas in zijn boek Hypatia een afvallige christen. Deze bekering wordt echter betwist door de christelijke schrijvers Hiëronymus en Eusebius, die stellen dat Ammonius zijn hele leven een christen is gebleven:
[Porphyrius] spreekt duidelijk een onwaarheid (maar ja, wat kan je anders van een tegenstander van het christendom verwachten?), wanneer hij zegt ... dat Ammonius een leven van vroomheid verliet voor heidense gewoonten. ... Ammonius hield echter vast aan het goddelijke geloof; hij bleef tot het einde van zijn leven ongeschokt en vasthoudend in zijn geloof. Zijn nog bestaande werken tonen dit aan, aangezien hij door velen nog steeds wordt vereerd voor de geschriften die hij heeft nagelaten. .
Eusebius gaat verder met een opmerking over een werk Over de harmonie van Mozes en Jesus, en in een brief gericht aan Carpianus spreekt hij van een Diatessaron of de Harmonie van vier Bijbelboeken, samengesteld door Ammonius.
Cassius Longinus vertelt echter dat Ammonius niets heeft geschreven, en gegeven het feit dat Ammonius de belangrijkste invloed op Plotinus is geweest, is het hoogst onwaarschijnlijk dat Ammonius een christen zou zijn geweest. Een manier om een groot deel van de gerezen verwarring met betrekking tot Ammonius te verklaren is om te veronderstellen dat er in die periode twee schrijvers met de naam Ammonius hebben geleefd: Ammonius Saccas, de leraar van Plotinus en Ammonius de Christen, die enige Bijbelse teksten heeft geschreven.
Om de verwarring compleet te maken, lijkt het erop dat Ammonius twee leerlingen heeft gehad, die beiden dezelfde naam hadden, Origenes de Christen en Origenes de Heiden. Het is heel goed mogelijk dat Ammonius Saccas beide heren onder zijn leerlingen telde. Andere leerlingen van Ammonius waren Herennius en Cassius Longinus.

## Filosofie
Hierocles, die in de 5e eeuw schreef, stelde dat Ammonius fundamentele doctrine was dat Plato en Aristoteles in volledige overeenstemming met elkaar waren:
Hij was de eerste die zich met een goddelijke ijver inspande voor de waarheid in de filosofie, en hij verachtte de standpunten van de meerderheid, die een schande voor de filosofie waren. Hij had zich de standpunten van elk van de twee filosofen [Plato en Aristoteles] eigen gemaakt en bracht deze twee samen onder één en dezelfde nous. Hij gaf deze filosofie zonder conflicten door aan zijn discipelen, en met name aan zijn beste leerlingen, Plotinus, Origenes, en zij weer aan hun leerlingen.
De onconventionele filosofie van Ammonius Saccas was op een bepaalde manier ontwikkeld uit de wijsbegeerte van de filosoof Numenius uit de late tweede eeuw. Net als de wiskundige Nicomachus van Gerasa, die een grote verering voor Pythagoras koesterde, hielp Numenius om het Pythagorisme, de leer van Pythagoras, te doen herleven. Numenius bouwde een filosofische geschiedenis op rond het idee dat Plato zelf een pythagoreër was geweest. Na Plato's overlijden zou de nieuwe leiding de Platoonse Academie hebben doen afwijken van haar pythagorese wortels. Bij de pythagoreërs speelden wiskunde en 'nummers' een grote rol in hun filosofische systeem. Met zijn werk wilde Numenius het Platonisme weer terugbrengen naar haar ware herkomst.      
Volgens Nemesius, een bisschop en neoplatonist, die rond het jaar 400 n.Chr. leefde, was Ammonius van mening dat de ziel immaterieel is.
Er is weinig bekend over de rol die Ammonius in de ontwikkeling van het neoplatonisme heeft gespeeld. Porphyrius lijkt echter te suggereren dat Ammonius instrumenteel is geweest in de manier waarop hij Plotinus heeft geleerd op een nieuwe manier over de filosofie na te denken:
Maar hij [Plotinus] spreekt niet alleen direct uit deze boeken, maar hij heeft in zijn beschouwingen een onderscheidende, persoonlijke inbreng, en hij onderzoekt de voorliggende problemen in de geest van Ammonius.
Twee van Ammonius studenten - Origenes de Heiden en Longinus - lijken echter filosofische posities te hebben ingenomen die dichter bij het middenplatonisme staan dan bij het neoplatonisme, wat misschien wel suggereert dat ook Ammonius dichter bij het Midden platonisme stond dan bij het door Plotinus (zie de Enneaden) ontwikkelde neoplatonisme. Aan de andere kant lijkt Plotinus niet van mening te zijn geweest dat hij op belangrijke punten van zijn leermeester afweek.

## Voetnoten
1. 1 2  Porphyrius, Life of Plotinus (Leven van Porphyrius), uit Reale, G., (1990), A History of Ancient Philosophy IV: The Schools of the Imperial Age (Een geschiedenis van de filosofie uit de oudheid IV: De scholen uit de keizerlijke tijd):  Pag. 298. SUNY Press.
2. 1 2  Eusebius, History of the Church (Geschiedenis van de Kerk), vi, 19.
3. ↑  Er is een overgeleverde Latijnse vertaling van de zesde-eeuwse bisschop Victor van Capua van een anonieme Diatessaron. Dit werk wordt algemeen toegeschreven aan Tatianus, maar zou de door Eusebius genoemde tekst van "Ammonius" kunnen zijn.
4. ↑  Longinus, geciteerd door Porphyrius, Het leven van Plotinus, xx.
5. ↑  Hierocles in Photius, Bibl. cod. 214, 251.
6. ↑  Hierocles, in Photius, Bibl. cod. 251. uit Karamanolis, G. (2006), Plato and Aristotle in Agreement?: Platonists on Aristotle from Antiochus to Porphyry (Plato en Aristoteles in overeenstemming?: Platonisten over Aristoteles van Antiochus tot Porphyrius), Pag. 193. Oxford University Press.
7. ↑  Watts, E.J. (2017), Hypatia, Oxford University Press, p.33
8. ↑  Nemesius, Over de aard van de mens, ii

- Biblioteca Nacional de España: XX1257705
- Bibliothèque nationale de France: cb13614267m (data)
- Gemeinsame Normdatei: 11850259X
- International Standard Name Identifier: 0000 0001 2117 5967
- Library of Congress Control Number: n84114347
- Nationale Bibliotheek van Tsjechië: xx0091277
- Nationale Bibliotheek van Polen: a0000001188414
- Nederlandse Thesaurus van Auteursnamen: 113338783
- Système universitaire de documentation: 070455317
- Virtual International Authority File: 803013
- WorldCat: E39PCjHmkrCFPrkgyBHbCcrYrq